# Belgische federale verkiezingen 2014/Kandidatenlijst/Groen
Dit zijn de kandidatenlijsten van Groen voor de Belgische federale verkiezingen van 2014. De verkozenen staan vetgedrukt.

## Antwerpen

### Effectieven
1. Meyrem Almaci
2. Kristof Calvo
3. Jeroen Dillen
4. Sien Pillot
5. Oussama El Aboussi
6. Marij Preneel
7. Staf Aerts
8. Katrien Vanhove
9. Simon Viskens
10. Dirk Avonts
11. Elka Joris
12. Tine De Wilde
13. Bart Van Asten
14. Lien Du Four
15. Arben Gashi
16. Dalilla Hermans
17. Patrick Princen
18. Hilde Van Driessche
19. Tom Verboven
20. Wendy Ballad
21. Aard Van der Donckt
22. Greet Oris
23. Joost Fillet
24. Mieke Vogels

### Opvolgers
1. Klaartje Heiremans
2. Omar Fathi
3. Karin Van Hoffelen
4. Luc De Backer
5. Kristel Verrelst
6. Hussain Syed Riaz
7. Christel Janssens
8. Tom Van Bel
9. Leen Heylen
10. Luc Apers
11. Ellen Deroy
12. Tom Van Den Borne
13. Marina De Bie

## Brussel-Hoofdstad
In de kieskring Brussel-Hoofdstad vormt Groen een gezamenlijke kieslijst met de partij Ecolo.

## Limburg

### Effectieven
1. Katrijn Conjaerts
2. Ruben Stassen
3. Kristien Kempeneers
4. Dirk Opsteyn
5. Jerica Heleven
6. Niele Geypens
7. Anita Steegmans
8. André Dehertog
9. Fermudiye Sagir
10. Gunter De Ryck
11. Jimmy Ruiz
12. Hilde Schuurmans

### Opvolgers
1. Bektas Ince
2. Kris Ulenaers
3. Maarten Brys
4. Anouk Jansen
5. Maarten Lucas
6. Mia L'Hoyes
7. Peter Coenen

## Oost-Vlaanderen

### Effectieven
1. Stefaan Van Hecke
2. Evita Willaert
3. Matthias Coppens
4. Kristien Hulstaert
5. Andreas Verleyen
6. Britt Eriksson
7. Suleyman Harrouch
8. Patrick Bleyenberg
9. Cengiz Cetinkaya
10. Wout De Meester
11. Joke Devynck
12. Eddy Colombeen
13. Els Cant
14. Liesbeth Van Der Gucht
15. Janick Smessaert
16. Inge Boon
17. Colette Verslyppe
18. Chris Maryns-Van Autreve
19. Erwin Goethals
20. Filip Watteeuw

### Opvolgers
1. Bram Van Braeckevelt
2. Christine Stroobandt
3. Bart Heestermans
4. Ann Germonpré
5. Michel De Wilde
6. Miejeanne Van Herreweghe
7. Miel Charles
8. Ann Vermeulen
9. Francine De Veylder
10. Tijl De Witte
11. Koen Roman

## Vlaams-Brabant

### Effectieven
1. Anne Dedry
2. Dieter Vanbesien
3. Katleen De Ridder
4. Mark Van Roy
5. Leticia Sere
6. Stef Boogaerts
7. Cynthia Aslanian
8. Bart Saerens
9. Lieve Deturck
10. Khadka Bahadur KC
11. Jenny Sleeuwaegen
12. Werner Boullart
13. Mieke Roger
14. Heidi Vanheusden
15. Luc Robijns

### Opvolgers
1. Anton Delbarre
2. Katrien Eggers
3. Wim Vandewijngaerde
4. Ann Van Camp
5. Jasper De Jonge
6. Helena De Taeye
7. Jo Fobelets
8. Erwin Malfroy
9. Sylvie Gahy

## West-Vlaanderen

### Effectieven
1. Wouter De Vriendt
2. Veerle Dejaeghere
3. Jeremie Vaneeckhout
4. Stéphanie De Maesschalck
5. David Wemel
6. Martine De Meester
7. Tijs Naert
8. Inge Vandevelde
9. Tim Debrabandere
10. Sonja Saharan
11. Klaas Janssens
12. Fino Tratsaert
13. David Van Moerkercke
14. Gerda Schotte
15. Renaat Devreese
16. Charlotte Storme

### Opvolgers
1. Bram Vanacker
2. Marleen Dierickx
3. Tomas Peirsegaele
4. Carol Cartigny
5. Ruben Vangheluwe
6. Sanne Six
7. Ilse Vanraepenbusch
8. Piet Hardeman
9. Anne-Mie Descheemaeker